# Поленц, Герта фон
Герта Клара Елизавета Поленц (5 мая 1856 — 20 марта 1898) — германская писательница, старшая сестра писателя Вильгельма фон Поленца.
Родилась в Оберлаузитце в саксонской дворянской семье, получила хорошее домашнее образование, затем училась в Таранде и Лузенштифте. Владела английским, французским, испанским языками. Зиму обычно проводила за границей. С 1889 года была замужем, родила несколько детей.
Написала (под псевдонимом Léon Sloët) романы «Capriccio» (1884), «Sünden der Väter» (1885; из современной русской жизни), «Der Raugraf» (1887).